# The Pros and Cons of Hitch Hiking
The Pros and Cons of Hitch Hiking je první sólové album britského baskytaristy a zpěváka Rogera Waterse, který je známý především jako člen art rockové skupiny Pink Floyd. Album vyšlo v květnu 1984 (viz 1984 v hudbě) a v britském žebříčku prodejnosti hudebních desek se dostalo nejlépe na 13. příčku.

## Popis alba a jeho vznik
The Pros and Cons of Hitch Hiking je koncepční album a pojednává o nevěře, krizi středního věku a pomyslném stopování v životě. Deska je až na výjimky (titulní skladba) poměrně nemuzikální, hudební motivy se často opakují. Album je založeno hlavně na textu a příběhu, jak je u Waterse typické. Vypráví příběh o snu jednoho postaršího muže (viz názvy skladeb, děj se odehrává mezi 4:30 a 5:12 ráno), o jeho frustraci životem a o potřebě hledat něco nového.
První demo nahrávka The Pros and Cons of Hitch Hiking vznikla již v roce 1978, kdy dal Waters ostatním členům Pink Floyd na výběr mezi tímto příběhem a koncepcí The Wall. Skupina si vybrala pro realizaci druhou možnost, neboť jim The Pros and Cons of Hitch Hiking připadalo příliš osobní. Text ze skladby „5:11 AM (The Moment of Clarity)“ je použit ve filmu Pink Floyd: The Wall.
Pro nahrávání alba si Waters přizval několik dalších hudebníků, včetně známého kytaristy Erica Claptona, který však po těchto zkušenostech odmítl dále s Watersem spolupracovat.
V letech 1984 a 1985 se konalo turné The Pros and Cons of Hitch Hiking, přičemž Eric Clapton hrál pouze na koncertech v roce 1984. První polovinu každého vystoupení tvořily známé skladby Pink Floyd, druhou část koncertu celé album The Pros and Cons of Hitch Hiking.

## Popis děje
Volný překlad Watersova vysvětlení děje.
- 4:30 AM – scéna I

Ložnice, někde u Londýna. „Shane“ hraje v televizi. Angličan, zápasí s noční můrou čímž probudí manželku. Mluví.

Manželka: „Vstávej, něco se ti zdálo.“

Manžel: „Co?“

Manželka: „Něco se ti zdálo.“

Muž se snaží ženě povědět o svém snu. Ta však znovu usíná.
- 4:33 AM – scéna II

Návrat do snu. On se ženou cestuje Evropou. Má divný pocit ohrožení. Hranice jsou nebezpečné. Zákon není nejlepší přítel. Vezmou dva stopaře: krásnou dívku a zakrytého teroristu. Chtíč překoná strach, jeho vůz se proměňuje v Lamborghini. Dívka je okouzlena. Chystá se ji uspokojit když… strach ovládne chtíč.
- 4:37 AM – scéna III

Paralyzován strachem. Napaden teroristy.
- 4:38 AM – scéna IV

Malý hotel nad Rýnem. Muž s dívkou večeří. Vezme ji nahoru a objedná snídani. Zamyká. Natahuje se po ní…
- 4:40 AM – scéna V

Dotekem probudí manželku. Není spokojená. Je nadržený. Odmítne ho a usíná. On leží v posteli. Je naštvaný.

Potichu volá: „Hej holčičko, vytáhni dýku a pojďme si užívat sexuální revoluce.“

Znovu usíná a vrací se domů. S manželkou se usazují ve Wyomingu.
- 4:50 AM – scéna VI

Chata ve Wyomingu. Experiment se životem na venkově se nezdařil. Pár se rozděluje. Ona odchází s přítelem z východu.
- 4:56 AM – scéna VII

Roh dálnice, někde ve Státech. Muž je sám. Stopuje. Náklaďák ho nabírá.

„Potřebuješ svézt? Naskoč.“

Vyleze na náklaďák a zakňučí na řidiče. Řidič nadšený, že se může přidat do sexuální bitvy. Uvědomí si, že mu hrdina může pozvracet jeho naleštěné kovbojské boty ho vykopává z náklaďáku.
- 5:01 AM – scéna VIII

Věci se zhoršují.
- 5:06 AM – scéna IX

Odpočívadlo. Servírka sympatizuje s hrdinou. Probouzí se.
- 5:10 AM – scéna X

Hrdina se probudil. Má odpověď.
- 5:11 AM – scéna XI

O minutu později. Přemýšlí. Sáhne na manželčiny vlasy. Ona se probudí. Miluje ji.

## Seznam skladeb
Všechny skladby napsal(i) Roger Waters. 
| Strana 1 | Strana 1                                          | Strana 1 |
| Pořadí   | Název                                             | Délka    |
| -------- | ------------------------------------------------- | -------- |
| 1.       | 4:30 AM (Apparently They Were Travelling Abroad)  | 3:12     |
| 2.       | 4:33 AM (Running Shoes)                           | 4:08     |
| 3.       | 4:37 AM (Arabs with Knives and West German Skies) | 2:17     |
| 4.       | 4:39 AM (For the First Time Today, Part 2)        | 2:02     |
| 5.       | 4:41 AM (Sexual Revolution)                       | 4:49     |
| 6.       | 4:47 AM (The Remains of Our Love)                 | 3:09     |

| Strana 2       | Strana 2                                    | Strana 2 |
| Pořadí         | Název                                       | Délka    |
| -------------- | ------------------------------------------- | -------- |
| 1.             | 4:50 AM (Go Fishing)                        | 6:59     |
| 2.             | 4:56 AM (For the First Time Today, Part 1)  | 1:38     |
| 3.             | 4:58 AM (Dunroamin', Duncarin', Dunlivin')  | 3:03     |
| 4.             | 5:01 AM (The Pros and Cons of Hitch Hiking) | 4:36     |
| 5.             | 5:06 AM (Every Stranger's Eyes)             | 4:48     |
| 6.             | 5:11 AM (The Moment of Clarity)             | 1:28     |
| Celková délka: | Celková délka:                              | 42:07    |

## Obsazení
- Roger Waters – baskytara, akustická kytara, zvukové efekty, zpěv
- Eric Clapton – elektrická kytara, syntezátory, vokály
- Andy Bown – Hammondovy varhany, kytara
- Michael Kamen – piano
- David Sanborn – saxofon
- Ray Cooper – perkuse
- Andy Newmark – bicí
- Madeline Bell, Katie Kissoon, Doreen Chanter – vokály
- National Philharmonic Orchestra, orchestrální aranžmá a dirigent: Michael Kamen